# Quality Distributors
Maillots

Quality Distributors est un club de football guamanien basé sur l'île de Guam qui évolue actuellement dans le Championnat de Guam de football.

## Historique
- 2007 : Premier titre de champion de Guam

## Palmarès
- Championnat de Guam (6)
  - Champion : 2007, 2008, 2009, 2010, 2012 et 2013
  - Vice-champion : 2004, 2006 et 2011

- Coupe de Guam (4)
  - Vainqueur : 2008, 2009, 2011 et 2013
  - Finaliste : 2010 et 2012

## Anciens joueurs
- Jason Cunliffe
- Dominic Gadia
- Scott Guerrero